# Musaed Neda
Musaed Neda (en árabe: مساعد ندا العنزي‎; Kuwait, Kuwait; 8 de julio de 1983) es un futbolista kuwaití que juega en la posición de lateral izquierdo con el Al-Salmiya SC de la Liga Premier de Kuwait.

## Carrera

### Club
| Periodo   | Club                     | Apariciones | Goles |
| --------- | ------------------------ | ----------- | ----- |
| 2001–2018 | Qadsia SC                | 310         | 95    |
| 2004–2005 | → Al-Wakrah SC (cedido)  | 5           | 0     |
| 2005-2006 | → Al-Nassr (cedido)      | 6           | 0     |
| 2010–2011 | → Al-Shabab FC (cedido)  | 8           | 0     |
| 2014–2015 | → Al-Orobah FC (cedido)  | 11          | 3     |
| 2015–2016 | → Al-Salmiya SC (cedido) | 24          | 5     |
| 2019–     | Al-Salmiya SC            | 30          | 6     |

### Selección nacional
Jugó para Kuwait en 125 ocasiones de 2002 a 2015 y anotó 20 goles; participó en tres ediciones de la Copa Asiática y en los Juegos Asiáticos de 2002.

## Logros
- Liga Premier de Kuwait (6): 2002–03, 2003–04, 2008–09, 2009–10, 2011–12, 2013–14
- Copa del Emir de Kuwait (6): 2002–03, 2003–04, 2006–07, 2009–10, 2011–12, 2012–13
- Copa de la Corona de Kuwait (7): 2002, 2004, 2009, 2012–13, 2013–14, 2015-16, 2017–18
- Supercopa de Kuwait (5): 2009, 2011, 2013, 2014, 2018
- Copa Federación de Kuwait (3): 2007–08, 2008–09, 2012–13
- Copa Al Khuraifi (2): 2002-03, 2005-06
- Copa del Jeque Jassem (1): 2004